# Järna distrikt
Järna distrikt är ett distrikt i Vansbro kommun och Dalarnas län. Distriktet ligger omkring Vansbro och Järna i sydvästra Dalarna.

## Tidigare administrativ tillhörighet
Distriktet inrättades 2016 och utgörs av Järna socken i Vansbro kommun.
Området motsvarar den omfattning Järna församling hade vid årsskiftet 1999/2000.

## Tätorter och småorter
I Järna distrikt finns tre tätorter och fyra småorter.

### Tätorter
- Järna
- Skålö
- Vansbro

### Småorter
- Duvnäs
- Kvarnåker
- Skamhed
- Uppsälje (södra delen)